# اینوئیت
اینوئیت (به انگلیسی: Inuit؛ به اینوکتیتوت: ᐃᓄᐃᑦ) نامی است که اسکیموهای کانادا و گرینلند برای اشاره به قوم خود از آن استفاده می‌کنند. در تقابل با آن‌ها، برای اشاره به اسکیموهای سیبری نام یوپیک استفاده می‌شود.
از سویی دیگر، در بسیاری موارد هرچند، واژه اینوئیت به عنوان معادلی برای اسکیمو به‌کار می‌رود. اما مردمان بومی کانادا و گرینلند، اصطلاح اسکیمو را تحقیرآمیز می‌دانند و به همین علت اخیراً واژه «اینوئیت» برای اشاره به آن‌ها رواج یافته‌است.
اینوئیت‌ها در شمال آمریکا و کانادا و بیشتر مناطق گرینلند ساکن هستند و فرهنگی مشابه دارند. آن‌ها گسترده‌ترین اقوام بومی قطب شمال از لحاظ جغرافیایی به‌شمار می‌آیند.
واژهٔ اینوئیت شکل جمع واژهٔ «اینوک» است که در زبان‌های اسکیموها به معنی انسان یا «انسان واقعی» است.

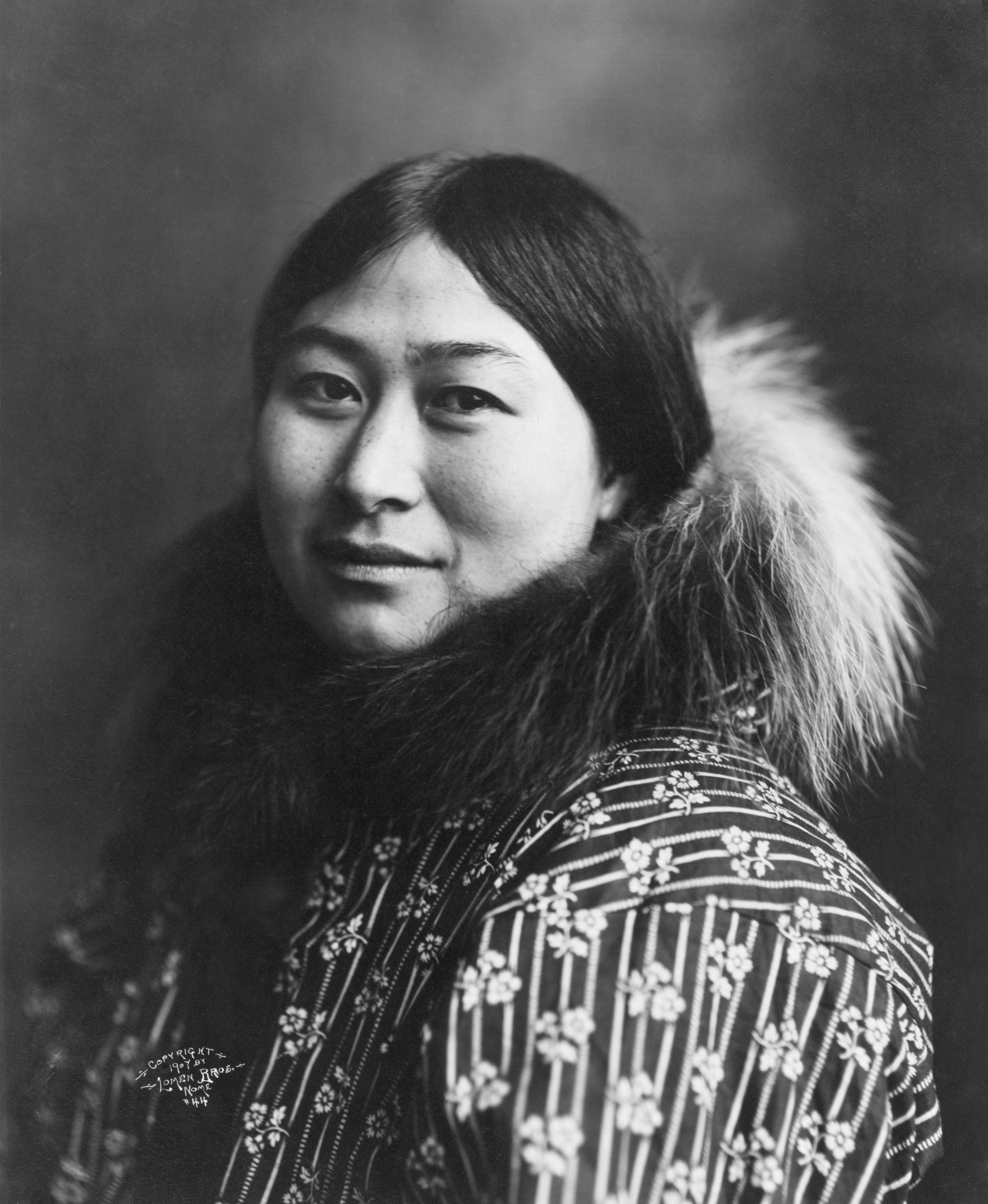
زن اینوئیت ۱۹۰۷

در کانادا اینوئیت‌های شمال غربی به اینوویالویی و در قلمرو نوناووت به اینویی معروف هستند؛ سه گروه اینویی در گرینلند عبارتند از: کالیت در ساحل غربی، اینوگویی در نقطه دوردست شمال غربی و آیت در ساحل شرقی.
زبان اینوئیت، اینوکتیتوت نام دارد که در خانواده زبان‌های اسکیمو-آلوت طبقه‌بندی شده‌است. امروزه این زبان، زبانی کم‌کاربرد و در آستانه انقراض در نوناووت است.

## جمعیت
در مجموع در حدود ۱۳۴٬۲۴۱ اینوئیت در چهار کشور، کانادا، گرینلند، دانمارک، و ایالات متحده زندگی می‌کنند.
- در کانادا در نتایج سرشماری سال ۲۰۰۶ تعداد ۵۰٬۴۸۰ اینوئیت ذکر شده که ۴۴۴۷۰ نفر از آن‌ها در چهار منطقه از کانادا زندگی می‌کنند.[۹] در کانادا، بندهای ۲۵ و ۳۵ قانون اساسی ۱۹۸۲، اینوئیت‌ها را گروهی متمایز از مردمان بومی می‌نامد که به عنوان اقوام اولیه  و متی‌ها به‌شمار نمی‌روند.[۱۰]
- در گرینلند از ۵۷٬۷۱۴ نفر جمعیت کل در سال ۲۰۱۳ تعداد ۵۱٬۳۶۵ نفر معادل ۸۹٪ از مجموع مردم اینوئیت بوده‌اند.[۱۱] تقریباً برابر جمعیت اینوئیت در منطقه نوناووت کانادا.
- در دانمارک بین ۱۵٫۰۰۰ تا ۲۰٫۰۰۰ نفر از مردم اینوئیت گرینلند زندگی می‌کنند که در سال ۲۰۱۵ جمعیت آن‌ها ۱۵٬۸۱۵ بوده‌است.[۱۲] اغلب این افراد برای تحصیل و مقاصد آموزشی در ۴ شهر آنجا اقامت دارند و پس از پایان تحصیلات به سرزمین خود بازمی‌گردند.[۱۳]
- در ایالات متحده آمریکا با توجه به سرشماری سال ۲۰۰۰ در مجموع ۱۶٬۵۸۱ اینوئیت در سراسر کشور وجود دارند[۱۴] که اکثریت آن‌ها در حدود ۱۴۷۱۸ نفر در ایالت آلاسکا زندگی می‌کنند.[۱۵]
- در روسیه با توجه به سرشماری سال ۲۰۱۰ در مجموع ۱۷۳۸ اینوئیت در سراسر کشور زندگی که عمدتاً در شرق و در ناحیه فدرالی خاور دور هستند.